# Aderus metallicus
Aderus metallicus es una especie de coleóptero de la familia Aderidae. Fue descrita científicamente por Maurice Pic en 1902.

## Distribución geográfica
Habita en las islas Vanuatu (Nuevas Hébridas).